# الحوسبة الفائقة في الصين

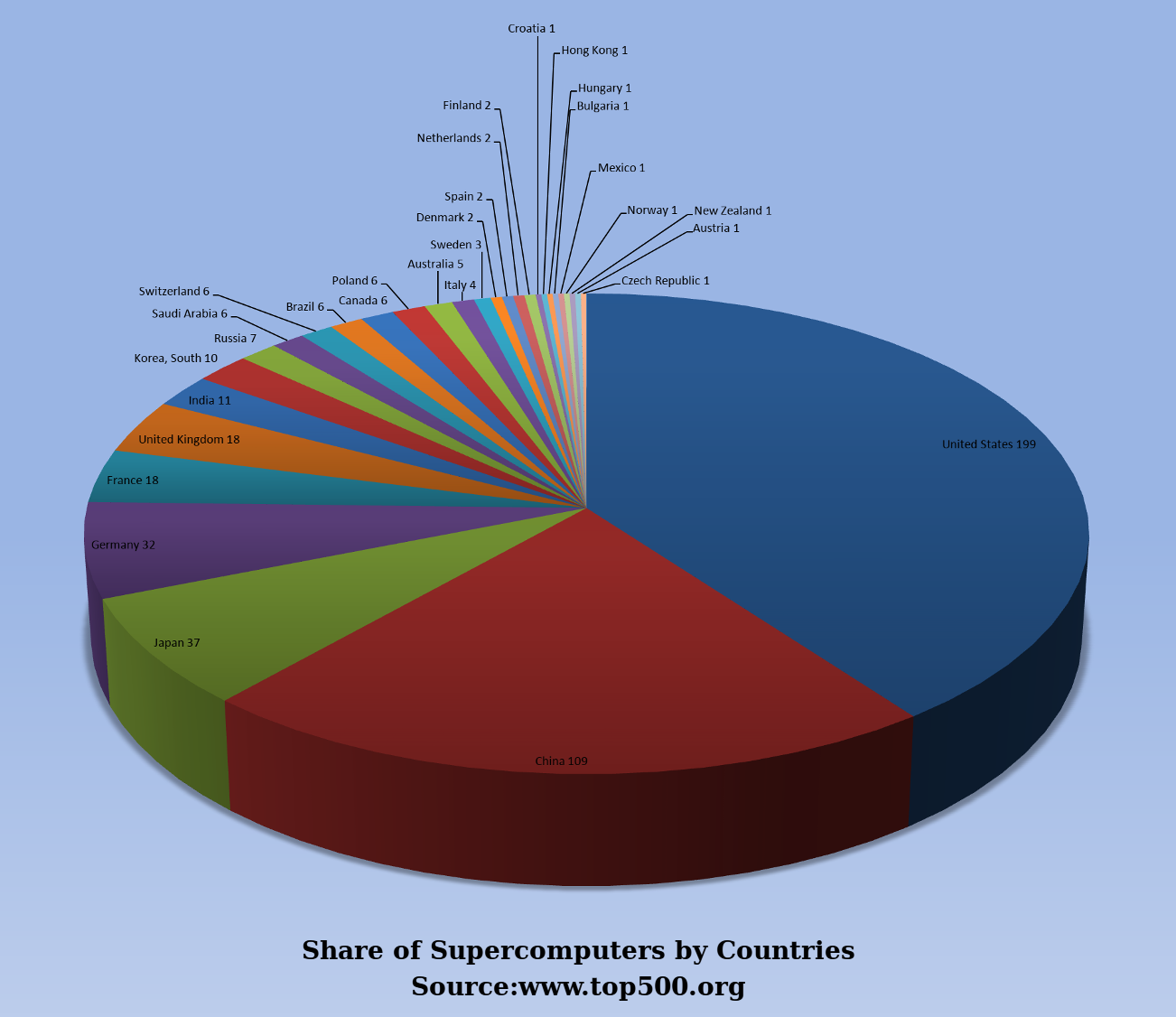
حصة الحواسيب الفائقة

منذ أوائل العقد الأول من القرن الحادي والعشرين، زادت الصين من حضورها في تصنيفات توب 500 للحواسيب الفائقة، مع أنظمة مثل تيانخه-1أ التي وصلت إلى المركز الأول في عام 2010 وصنواي تايهولايت التي تصدرت في عام 2016.
بحلول عام 2018، كانت الصين تمتلك أكبر عدد من الحواسيب الفائقة المدرجة في قائمة توب 500، مما يعكس التزامها بتطوير القدرات الحاسوبية في مختلف القطاعات، بما في ذلك البحث العلمي، والتطبيقات الصناعية، والدفاع الوطني. ومع ذلك، واجه هذا التقدم تحديات، لا سيما من العقوبات الأمريكية التي تهدف إلى الحد من وصول الصين إلى تقنيات الحوسبة المتقدمة. منذ عام 2019، وبعد أن بدأت الولايات المتحدة في فرض عقوبات الولايات المتحدة ضد الصين على عدد من الشركات الصينية العاملة في مجال الحوسبة الفائقة، أصبحت المعلومات العامة حول حالة الحوسبة الفائقة في الصين أقل توفرًا.

## التاريخ
تعود أصول هذه المراكز إلى الثمانينيات من القرن العشرين، عندما أطلقت لجنة التخطيط الحكومية في الصين، ووزارة العلوم والتكنولوجيا الصينية، والبنك الدولي مشروعًا مشتركًا لتطوير مرافق شبكة حاسوب ومراكز حواسيب فائقة في الصين. إضافةً إلى مرافق الشبكات، شمل المشروع إنشاء ثلاث مراكز للحواسيب الفائقة. كان تقدم الحوسبة الفائقة في الصين سريعًا؛ حيث حل الحاسوب الفائق الأقوى في البلاد في المركز 43 في نوفمبر 2002 (ديب كومب 1800)، ثم في المركز 11 بحلول نوفمبر 2003 (ديب كومب 6800)، ثم في المركز 10 في يونيو 2004 (داونينغ 4000 أيه)، وأخيرًا في المركز الأول في نوفمبر 2010 (Tianhe-1A). وبعدها تراجعت الصين خلف اليابان في يونيو 2011 حتى استعادت الصدارة في يونيو 2013 عندما احتل الحاسوب الأقوى في البلاد مرة أخرى المركز الأول عالميًا.[بحاجة لمصدر]
وفقًا لـإم آي تي تكنولوجي ريفيو، فإن معالج لونغسون سيقوم بتشغيل حواسيب داونينغ الفائقة بحلول عام 2012، مما ينتج خطًا من الحواسيب الفائقة المصنوعة بالكامل في الصين وتصل إلى سرعات البتافلوب.
قبل تطوير صنواي تايهولايت، كانت الحواسيب الفائقة الصينية تستخدم معالجات تجارية "جاهزة"، مثل تيانهي-1 الذي يستخدم آلاف من شرائح إنتل وإنفيديا، ويعمل بنظام التشغيل لينكس الذي يُعد برمجيات مفتوحة المصدر. ومع ذلك، ولتفادي أي قيود مستقبلية محتملة على تصدير التكنولوجيا، تطور الصين معالجاتها الخاصة مثل لونغسون، وهو معالج يستند إلى معمارية ميبس.
في نوفمبر 2015، زادت الصين عدد الحواسيب الفائقة المدرجة في قائمة توب 500 إلى 109، بزيادة قدرها 196% عن 37 جهازًا فقط قبل ستة أشهر. ويعكس هذا التوسع الاستثمار المتزايد في الابتكار المحلي، حيث أشار المراقبون إلى أن "الحكومة الصينية والشركات تسعى لأن تصبح صانعة للتكنولوجيا، لا مجرد منتجة لمنتجات تم تصميمها في مكان آخر".
في عام 2016، أصبح الحاسوب الخارق "صنواي تايهولايت" (بالإنجليزية: Sunway TaihuLight) في الصين الأسرع في العالم، محققًا أداءً أقصى بلغ 93 بيتافلوب في الثانية. وقد كان هذا أسرع بما يقارب ثلاث مرات من ثاني أقوى آلة، تيانهي-2، واستخدم أكثر من 10 ملايين نواة معالجة صُممت وصُنعت في الصين. وشهد ذلك العام أيضًا المرة الأولى التي تتفوق فيها الصين على الولايات المتحدة في إجمالي القدرة المُركبة للحوسبة الفائقة. وتصدرت الصين عدد الأنظمة في قائمة TOP500، حيث ضمت 167 حاسوبًا فائقًا مقارنة بـ165 في الولايات المتحدة.
في عام 2018، عززت الصين صدارتها في عدد الحواسيب الفائقة المدرجة في قائمة توب 500، حيث بلغ عدد الأنظمة 206 مقارنة بـ124 في الولايات المتحدة. وعلى الرغم من أن الولايات المتحدة استعادت المركز الأول لأسرع حاسوب فردي، إلا أن القائمة أظهرت أن الصين لا تزال المنتج الأكثر غزارة للحواسيب الفائقة.
في أبريل 2021، أُدرجت سبع جهات صينية متخصصة في الحوسبة الفائقة ضمن قائمة الكيانات التابعة لوزارة التجارة الأمريكية ومكتب الصناعة والأمن التابع لها. وذكرت الحكومة الأمريكية أن هذه الكيانات شاركت في دعم برامج تحديث الجيش الصيني وتطوير الأسلحة. ويؤدي إدراجها ضمن القائمة إلى إخضاعها لمتطلبات ترخيص إضافية فيما يتعلق بالصادرات، وإعادة التصدير، والنقل المحلي للبضائع الخاضعة للوائح التصدير الأمريكية.
في عام 2023، أطلق مركز الحوسبة الفائقة في قوانغتشو في مدينة قوانغتشو الصينية الحاسوب الخارق "تيانهي شينيي" (Tianhe Xinyi)، مدعيًا أنه أقوى بخمس مرات تقريبًا من "تيانهي-2A". ولم تُفصح السلطات عن مقاييس الأداء الدقيقة.
وفي مارس 2025، اتسع نطاق هذه القيود عندما أُضيفت أكثر من 50 شركة صينية إضافية إلى قائمة الكيانات. وأفادت الحكومة الأمريكية بأن هذه الشركات سعت للحصول على تقنيات متقدمة في مجالات الحوسبة الفائقة، وذكاء اصطناعي، وحوسبة كمومية لأغراض عسكرية. وذكرت وزارة التجارة أن 27 كيانًا حصلت على مواد ذات منشأ أمريكي لدعم تحديث الجيش الصيني، بينما شاركت سبعة كيانات أخرى في تطوير قدرات الصين في مجال التكنولوجيا الكمومية. وقالت الوكالة إن القيود الموسعة جزء من جهود أوسع لتقييد وصول بكين إلى تقنيات حساسة، تشمل حوسبة الإكساسكيل والرقائق الذكية عالية الأداء.
وفي مارس 2025 أيضًا، أعلن باحثون من جامعة العلوم والتكنولوجيا في الصين عن إنجاز تقني كبير عبر الحاسوب الكمومي Zuchongzhi-3، مدعين أنه أسرع بمقدار كوادريليون (ألف تريليون) مرة من أقوى الحواسيب الفائقة التقليدية. وبحسب الفريق، فقد أنجز النظام مهمة أخذ عينات من دارة عشوائية كانت ستستغرق من الحاسوب الكلاسيكي "فرونتير" نحو 5.9 مليار سنة لمحاكاتها. وأرجع الباحثون هذا الأداء إلى تحسينات في تصنيع الرقاقات وتكوين الأسلاك.

## مراكز الحوسبة الفائقة

### مركز الحوسبة الفائقة التابع للأكاديمية الصينية للعلوم
يُعد مركز الحوسبة الفائقة التابع للأكاديمية الصينية للعلوم وحدة دعم خدمية تابعة لمركز معلومات الشبكات الحاسوبية في الأكاديمية، ويعود تاريخه إلى الثمانينيات. ويوفر مركز الحوسبة الفائقة التابع للأكاديمية الصينية للعلوم دعمًا أكاديميًا للمراكز الوطنية، ويقع في بكين، ويُعد العقدة الرئيسية الشمالية ومركز التشغيل لشبكة الصين الوطنية.
وقد تم تصميم الحاسوب "يينخه-1" (بالإنجليزية: Yinhe-1) وتصنيعه بشكل مستقل في عام 1983، ليكون أول حاسوب خارق رائد في الصين، بقدرة أداء بلغت 100 فلوبس.

### شنغهاي
مركز شنغهاي للحوسبة الفائقة (SSC) هو منشأة للحوسبة عالية الأداء تقع في منتزه تشانغجيانغ للتكنولوجيا العالية في منطقة بودونغ، شنغهاي، الصين. تأسس في ديسمبر 2000، وكان أول منصة خدمة عامة للحوسبة عالية الأداء في البلاد متاحة للاستخدام العام. بتمويل من حكومة بلدية شنغهاي، يوفر المركز موارد حوسبة فائقة متقدمة لأغراض البحث العلمي والتطبيقات الصناعية.

#### التاريخ والتأسيس
تأسس مركز شنغهاي للحوسبة الفائقة رسميًا في 28 ديسمبر 2000، كمبادرة لتعزيز قدرات الصين في مجال الحوسبة العلمية. ومنذ بدايته، كانت مهمته تقديم خدمات الحوسبة عالية الأداء لمجتمع واسع من المستخدمين، مما ساعد في سد فجوة حاسمة في البنية التحتية للبحث العلمي في البلاد. ويقع المركز في منتزه تشانغجيانغ للتكنولوجيا العالية في شنغهاي، وقد تم إنشاؤه بتمويل من حكومة بلدية شنغهاي. عند افتتاحه، قام المركز بنشر أول حاسوب فائق لديه، وهو "شنوي-I"، وهو نظام متوازي ضخم بلغت ذروته في الأداء 384 جيجافلوب (أي 384 مليار عملية حسابية عشرية في الثانية). وشملت التطبيقات المبكرة نمذجة المناخ والبحث الصيدلاني، مما أظهر القيمة العملية لموارد الحوسبة الفائقة المشتركة للمجتمع العلمي في الصين.
بحلول أواخر عام 2003، أدّى الطلب المتزايد على خدمات الحوسبة عالية الأداء إلى ترقية شاملة، نُفذت كجزء من مبادرة "ميناء المعلومات" الأوسع نطاقًا في شنغهاي. وقد بلغت هذه التوسعة ذروتها مع تركيب الحاسوب الفائق Dawning 4000A في المركز في نوفمبر 2004، وهو قادر على إجراء 10 تريليونات عملية حسابية في الثانية. وفي يونيو 2004، أصبح أول حاسوب فائق صيني يدخل قائمة أفضل عشرة حواسيب فائقة في العالم ضمن تصنيف توب 500، حيث احتل المرتبة العاشرة. وقد أدّت مواصلة الدعم الحكومي والتطورات التكنولوجية السريعة إلى تحسينات إضافية في أواخر العقد الأول من القرن الحادي والعشرين. ففي 15 يونيو 2009، أطلق المركز نظامه من الجيل التالي، المُلقب بـ"المكعب السحري" (داونينغ 5000 أيه)، والذي بلغ أداؤه الأقصى 180.6 تيرافلوب. وقد مثّل هذا الإنجاز أول حاسوب فائق صيني يتجاوز 100 تريليون عملية حسابية في الثانية، مما جعله الأسرع في آسيا آنذاك.

#### البنية التحتية والقدرات
عمل مركز شنغهاي للحوسبة الفائقة باستمرار على تعزيز بنيته التحتية لدعم البحث العلمي المتقدم والابتكار الصناعي. وتتمثل نواة قدراته في الحاسوب الفائق "المكعب السحري III"، الذي تبلغ ذروة أدائه 3.3 بيتافلوب، ما يجعله من أقوى أنظمة الحوسبة في الصين. ويقدم المركز دعمًا حوسبيًا عبر مجالات متنوعة، تشمل الذكاء الاصطناعي، ونمذجة البيئة، واكتشاف الأدوية، مما يمكّن الباحثين من معالجة تحديات عالمية معقدة. كما تضم بنية المركز التحتية مجموعة قوية من برامج المحاكاة العلمية، مما يعزز فعاليته في مجالات مثل التنبؤ المناخي وتحليلات الصحة العامة.
تدعم منصة الذكاء الاصطناعي في المركز دورة حياة تطوير الذكاء الاصطناعي كاملة، من المعالجة المسبقة للبيانات إلى تدريب النماذج ونشرها. وتوفر هذه البنية التحتية بيئة مواتية لتحقيق اختراقات في مجالات مثل التقنيات الذاتية وتعلّم الآلة. ولمواكبة الطلب المتزايد على الحوسبة عالية الأداء، يواصل المركز تحديث أنظمته وتوسيع شراكاته مع مؤسسات بحثية محلية ودولية. ولا تعزز هذه التطورات الدور المركزي للمركز في التعاون العلمي العالمي فحسب، بل تسهم أيضًا في دفع جهود الصين نحو الاعتماد التكنولوجي الذاتي، لا سيما في مجالات تحليل البيانات الضخمة والحوسبة الفائقة والذكاء الاصطناعي.

#### الخدمات والتطبيقات
يقدم مركز شنغهاي للحوسبة الفائقة مجموعة من الخدمات المصممة لتلبية الاحتياجات المتنوعة للحوسبة عالية الأداء لمستخدمي الأوساط العلمية والصناعية على حد سواء. ويشكل الباحثون في الجامعات والمؤسسات البحثية العامة نحو 70% من قاعدة مستخدمي المركز، بينما تمثل الشركات الصناعية—من قطاعات مثل السيارات والطيران والطاقة—النسبة المتبقية البالغة 30%.
يتكوّن نموذج خدمات المركز من ثلاث عروض أساسية. أولًا، يمنح تأجير موارد الحوسبة المستخدمين إمكانية الوصول إلى عناقيد الحوسبة عالية الأداء بالمركز لتنفيذ مهام المحاكاة واسعة النطاق وتحليل البيانات والنمذجة. ثانيًا، توفر خدمات الاستشارات التقنية توجيهًا متخصصًا في مجالات مثل ديناميكا الموائع الحاسوبية، والميكانيكا الإنشائية، وتحسين الخوارزميات. وأخيرًا، تتيح شراكات البحث والتطوير (R&D) للمركز التعاون مع مؤسسات خارجية في مشاريع مشتركة، مقدمًا الدعم الفني والمساهمة في تطوير الحلول الحاسوبية.

#### الأهداف المستقبلية والأهمية
تستعرض المقالة بفعالية الأهداف المستقبلية لمركز شنغهاي للحوسبة الفائقة، مبرزةً دوره الاستراتيجي في تعزيز قدرات الصين في مجال الحوسبة عالية الأداء. وتتمثل إحدى الأهداف الأساسية في مواصلة تطوير أنظمة الحوسبة الفائقة من الجيل التالي، مثل "المكعب السحري III"، المصمم لتلبية الطلب المتزايد في مجالات مثل الذكاء الاصطناعي، ونمذجة البيئة، والطب الحيوي.
وعلى الرغم من دمج هذه التوجهات المستقبلية بشكل جيد في المقالة، إلا أن القسم قد يستفيد من المزيد من التحديد، مثل تسمية شراكات بحثية معينة، أو ذكر معالم تقنية متوقعة، أو توضيح الأطر السياسية التي توجه هذه التطورات.

### تيانجين
تمت الموافقة على المركز الوطني للحوسبة الفائقة في تيانجين في مايو 2009 كأول منشأة حوسبة فائقة على المستوى الوطني في الصين. ويستضيف المركز نظام "تيانهه-1"، الذي طورته جامعة الدفاع الوطني الصينية، وكُشف عنه في 29 أكتوبر 2009. بدأ المشروع في إطار برنامج 863 الصيني عام 2008. وحقق "تيانهه-1" أداءً نظريًا أقصى يبلغ 1,206 تيرافلوب، ونتيجة LINPACK مستدامة تبلغ 563.1 تيرافلوب، ليحتل المرتبة الأولى في قائمة توب 500. وكان هذا النظام ثاني حاسوب في العالم يتجاوز عتبة 10¹⁶ عملية في الثانية.
كان معهد تيانجين للحوسبة نشطًا منذ عام 1984، عندما طور نظام TQ-0671 بمعمارية 16-بت. كما طورت جهة تجارية تابعة لمركز تيانجين في عام 2008 حاسوب بي إتش بي سي 100 الفائق الشخصي، والذي كان يقارب ضعف حجم الحاسوب المكتبي ويقدم أداءً يعادل أربعين ضعفًا له؛ وظهر نموذج الجيل الثاني في عام 2010.

### شنجن
تمت الموافقة على المركز الوطني للحوسبة الفائقة في شنجن من قبل وزارة العلوم والتكنولوجيا في مايو 2009 كواحد من أولى مراكز الحوسبة الفائقة الوطنية في المنطقة الوسطى الجنوبية من الصين. وهو ثاني مركز حوسبة فائقة وطني بعد مركز تيانجين، ويستضيف ثاني أسرع حاسوب في الصين، وثالث أسرع حاسوب في العالم.
يقع المركز في مدينة شيلي ليك الدولية للعلوم والتعليم، وتشغل المرحلة الأولى من مركز شنجن للحوسبة الفائقة مساحة قدرها 43,400 متر مربع، ومزودة بنظام حوسبة فائق على مستوى عالمي. وفي مايو 2010، احتل الحاسوب نيبيولا في شنجن المرتبة الثانية في قائمة توب 500، بعد حاسوب Cray الموجود في مختبر أوك ردج الوطني بولاية تينيسي.
تقع المرحلة الثانية في مدينة قوانغمينغ العلمية، وتغطي مساحة أرض قدرها 46,000 متر مربع، بمساحة بناء إجمالية تبلغ 116,800 متر مربع، ومن المقرر الانتهاء منها بحلول عام 2025. تهدف هذه المرحلة إلى توسيع القدرة الحاسوبية مع دمج مبادئ التصميم المستدام. سيستضيف المركز حاسوبًا فائقًا من مستوى 2E، وسيعمل جنبًا إلى جنب مع المرحلة الأولى لتوفير خدمات الحوسبة العلمية واسعة النطاق، والحوسبة الصناعية، ومعالجة البيانات الضخمة، والحوسبة الذكية الفائقة.
تُعد منصة شنجن للحوسبة الفائقة - خدمة بينغشان، أول منصة إقليمية أُنشئت من قبل المركز الوطني للحوسبة الفائقة في شنجن، بدعم من مكتب الابتكار في منطقة بينغشان. وتهدف إلى خدمة التجمعات الصناعية "9+2" في منطقة بينغشان، وتعزيز تطوير الصناعات التكنولوجية في منطقة التكنولوجيا الفائقة في بينغشان، وتعزيز قدرة المنطقة على الابتكار.

### تشانغشا
وُضِعت الأسس لفرع رئيسي جديد من المركز الوطني للحوسبة الفائقة (بالصينية: 国家超级计算中心 Guójiā Chāojíjìsuàn Zhōngxīn) في جامعة هونان، تشانغشا، بتاريخ 28 نوفمبر 2010، ليكون أول مركز وطني للحوسبة الفائقة في وسط الصين، والثالث على مستوى الصين بعد مركزي تيانجين وشنتشن. يُدار ويُشغَّل مركز تشانغشا الوطني للحوسبة الفائقة من قبل جامعة هونان. يُشغِّل المركز الحاسوب الفائق Tianhe-1A Hunan Solution – NUDT YH MPP، الذي يعمل بسرعة 1342 فلوبس. وكان هذا الحاسوب الفائق الأقوى في العالم خلال الفترة من نوفمبر 2010 حتى نوفمبر 2011.

### جينان
يقع المركز الوطني للحوسبة الفائقة في جينان في عاصمة مقاطعة شاندونغ بشرق الصين، داخل منتزه جينان العلمي والتقني للحوسبة الفائقة، الذي افتُتِح في مايو 2019.[بحاجة لمصدر] يستخدم المعالج الرئيسي وحدة المعالجة شين وي إس دبليو 1600 بتردد 975 ميغاهرتز، ويعمل بسرعة 796 فلوبس مستخدمًا 137,200 نواة في المعالج.
قام المركز ببناء أول نموذج أولي لحاسوب صنواي من الفئة E في عام 2018.
كما عمل المركز على مشاريع تهدف إلى تعزيز الوصول إلى الإنترنت عبر مناطق متعددة في الصين. ففي مايو 2024، أطلق المركز مشروع "شبكة الحوسبة في شاندونغ"، وهو أول مشروع إنترنت فائق الحوسبة في الصين يغطي 16 مدينة في المقاطعة.

### قوانغتشو
يُشغِّل مركز الحوسبة الفائقة في قوانغتشو عاشر أقوى حاسوب فائق في العالم حتى نوفمبر 2022، وهو Tianhe-2 (MilkyWay-2)، ويعمل بسرعة 33,000 فلوبس. كما يُشغِّل الحاسوب الفائق Tianhe-1A Guangzhou Solution – NUDT YH MPP بسرعة 211 فلوبس. ويُشار إلى أن المركز نشط منذ عام 2018.[بحاجة لمصدر]
في ديسمبر 2023، كشفت الصين عن نظام الحوسبة الفائقة المطور محليًا "تيانهي شينغيي" في المركز الوطني للحوسبة الفائقة في قوانغتشو. ووفقًا للتقارير، فإن هذا النظام الجديد يتفوق على تيانهي-2 في عدة جوانب، منها قوة الحوسبة للمعالج، والشبكات، والتخزين، والتطبيقات.

### تشنغتشو
يقع المركز الوطني للحوسبة الفائقة في تشنغتشو في مقاطعة خنان بوسط الصين، وقد اجتاز الفحص التشغيلي في ديسمبر 2020، ليصبح سابع مركز وطني للحوسبة الفائقة في الصين.

### كونشان
في عام 2020، اجتاز المركز الوطني للحوسبة الفائقة في كونشان بنجاح قبول الخبراء، ليصبح ثاني مركز للحوسبة الفائقة في مقاطعة جيانغسو وثامن مركز في الصين.

### تشنغدو
أُطلق المركز الوطني للحوسبة الفائقة في تشنغدو رسميًا في سبتمبر 2020، ويعمل كنقطة محورية في بنية الحوسبة عالية الأداء التحتية في الصين. يقع المركز في منطقة تيانفو الجديدة بمقاطعة سيتشوان جنوب غرب الصين، ويُقدم مجموعة من الخدمات تشمل الموارد الحاسوبية وتطوير البرمجيات وتنمية الكفاءات. ويتعاون مع أكثر من 1400 مستخدم في أكثر من 30 قطاعًا، تشم